# Coelichneumon nigerrimus
Coelichneumon nigerrimus är en stekelart som först beskrevs av Stephens 1835.  Coelichneumon nigerrimus ingår i släktet Coelichneumon och familjen brokparasitsteklar. Arten är reproducerande i Sverige. Inga underarter finns listade i Catalogue of Life.